# Кресты-2
Кресты-2 — следственный изолятор в Колпино (Санкт-Петербург). Официальное название — Федеральное казённое учреждение Следственный изолятор № 1 Управления Федеральной службы исполнения наказаний по г. Санкт-Петербургу и Ленинградской области. Неофициальные названия — «Новые Кресты», «Кресты-2». Открыт 22 декабря 2017 года, является заменой старого следственного изолятора «Кресты», от которого унаследовал конфигурацию, а также официальное и неофициальные названия.
Расположен по адресу: Санкт-Петербург, город Колпино, Рубежное шоссе, дом 9.
Заказчик строительства — УФСИН Министерства юстиции Российской Федерации.
Автор проекта — АО «Специальный проектно-изыскательский институт» (Санкт-Петербург).
Подрядчик — АО «Генеральная строительная корпорация» (Санкт-Петербург).

## История проекта
В 1990-х годах, когда переполнение и без того старого следственного изолятора «Кресты» порой вдвое, а то и втрое превышало норму, а их состояние было уже критическим, в официальных и неофициальных кругах появлялось немало идей о создании нового следственного изолятора. Кроме того, одной из целей проекта было выведение следственного изолятора из центра Санкт-Петербурга. Строительство новой тюрьмы было начато в 2007 году.
Строительство продвигалось медленно по причинам как недофинансирования, так и разных технических и бюрократических проблем. Для строительства был выбран пустырь недалеко от Октябрьской железной дороги в километре от станции Колпино. После подготовки территории и создания глубокого котлована началось строительство самой тюрьмы. Сами корпуса были возведены уже к 2010 году, но их сдача задержалась на долгие годы. Два из восьми корпусов новой тюрьмы до сих пор не сданы в эксплуатацию из-за дефектов в несущих конструкциях.

## Конструкция и архитектура
«Новые Кресты» имеют два конструктивных сходства со старыми «Крестами». Первое — это конфигурация, в результате которой они получили своё название, но в отличие от старых имеют не четыре, а восемь этажей. Как и у старых «Крестов», имеется многоэтажный подвал, но в отличие от них под землёй организовано бомбоубежище. Сами крестообразные тюремные корпуса для улучшения обзора построены под углом 45° относительно периметра. Сам периметр представляет собой два бетонных забора высотой несколько метров.
Проектная вместимость тюрьмы составляет 4500 человек, в одной стандартной камере по проекту помещается четыре человека. Туалеты в камерах отделены от основной части камеры дверью, сами туалеты напоминают вагонные, выполнены из металла и пластика для обеспечения антивандальности. Между корпусами организованы траволаторы для перемещения заключённых. Все здания занимают площадь 35 га. В зданиях 8 надземных этажей, все они соединены крытыми переходами.

## Факты
- 12 июля 2021 года около 2 часов ночи года в учреждении произошла акция протеста обвиняемых и подследственных против побоев со стороны сотрудников ФСИН. Событие обсуждалось в СМИ как «Бунт в Крестах». Северо-Западный УФСИН пытался выдать «бунт» за выходку футбольных фанатов, но при проверке спецблока СИЗО представителями ОНК были выявлены подследственные с травмами, которых администрация пыталась спрятать от правозащитников[3].

## Общественный транспорт
К территории следственного изолятора с 15 декабря 2017 года курсирует автобус № 389 (от станции Колпино через ЖК «Юттери» и Колпинское кладбище). Примерно с того же времени сюда курсировал «коммерческий» автобус № К-268 от станции метро «Рыбацкое», упразднённый в апреле 2020 года.
Также с 12 декабря 2019 года по Рубежному шоссе проходит трасса автобуса № 328 (станция Колпино — станция метро «Рыбацкое»), где организованы два остановочных пункта у огороженной территории изолятора.

## Фотогалерея

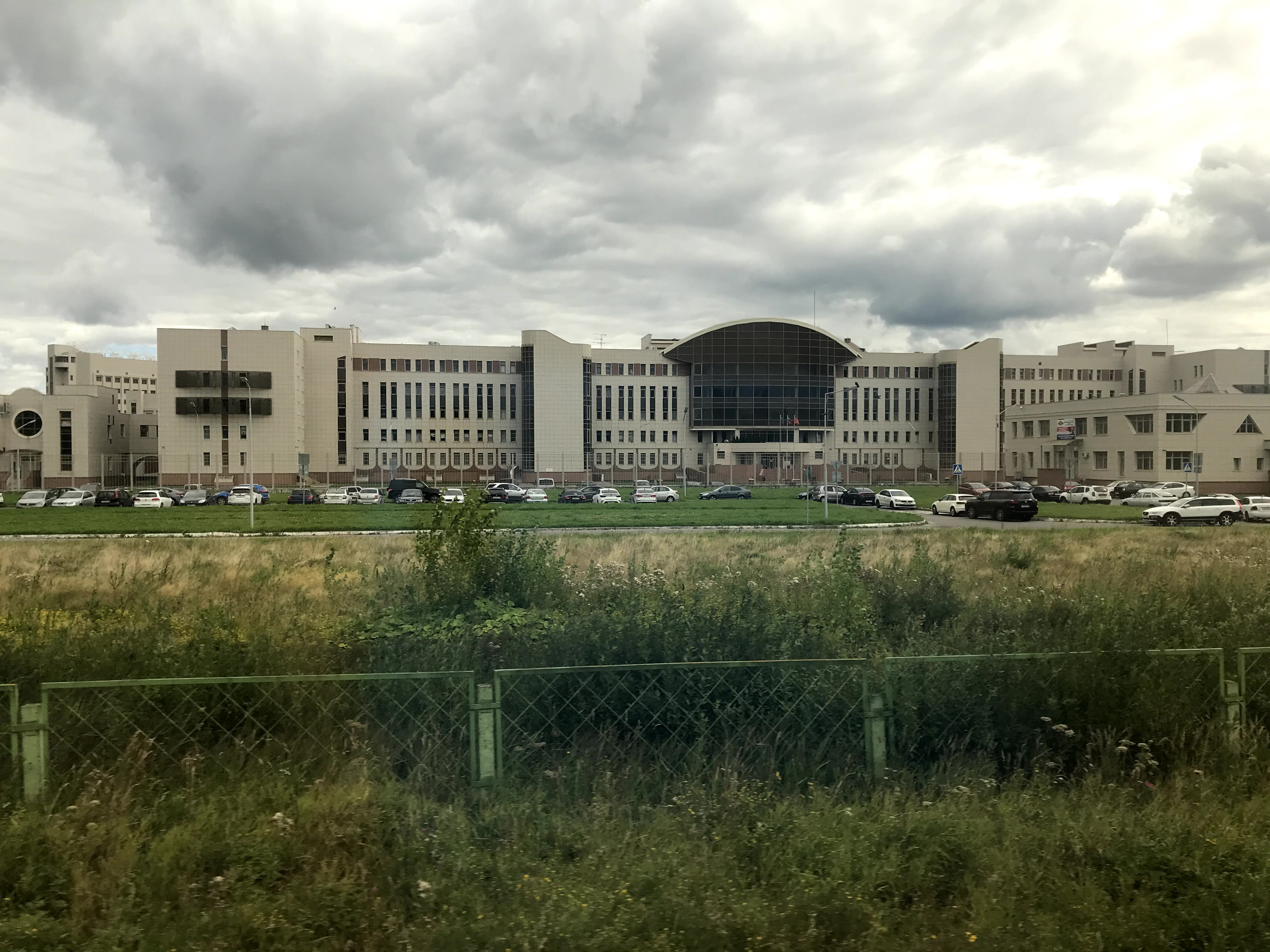
Вид на «Новые Кресты» с перегона Колпино — Поповка ОктЖД слева по ходу движения поезда в направлении Москвы.  В направлении СПБ они будут справа по ходу движения
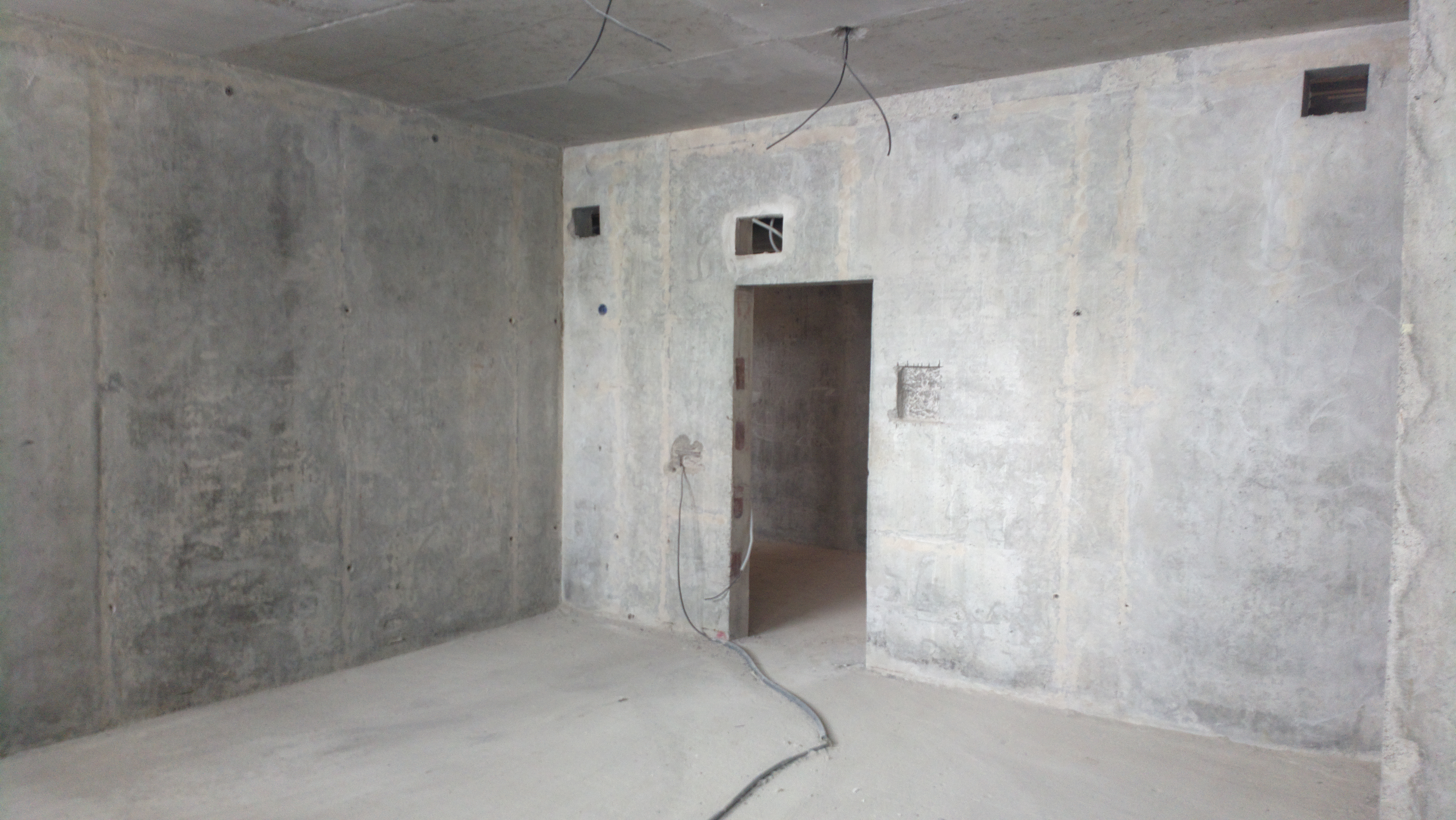
Тюремная камера в стадии строительства
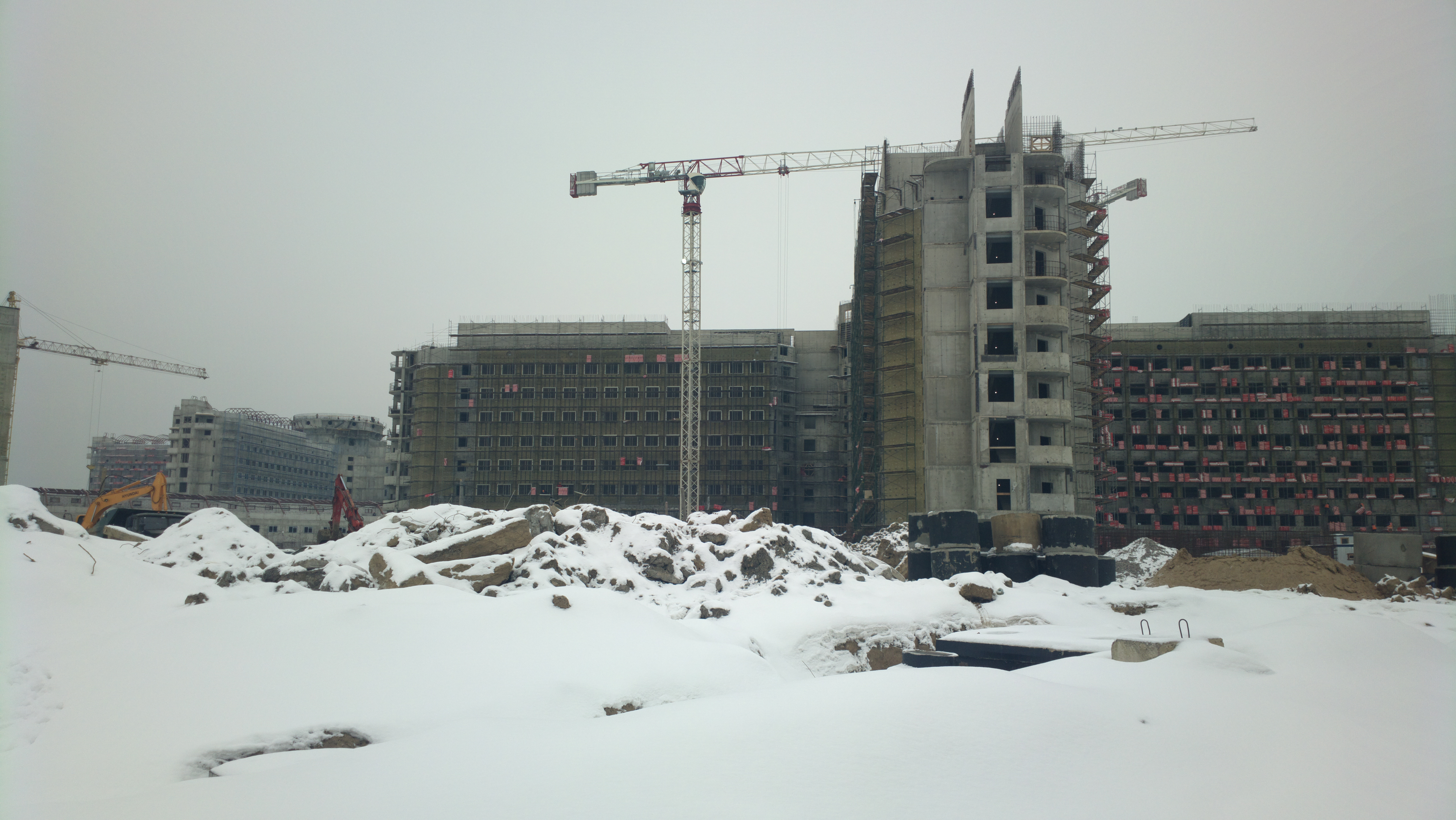
Процесс строительства одного из корпусов